# Catachlorops
Catachlorops är ett släkte av tvåvingar. Catachlorops ingår i familjen bromsar.

## Dottertaxa tillCatachlorops, i alfabetisk ordning[1]
- Catachlorops alcis
- Catachlorops alphus
- Catachlorops amazonicus
- Catachlorops auripilis
- Catachlorops bahianus
- Catachlorops balachowskyi
- Catachlorops balioptera
- Catachlorops beameri
- Catachlorops bicolor
- Catachlorops bindai
- Catachlorops bogotanus
- Catachlorops borgmeieri
- Catachlorops calopterus
- Catachlorops capreolus
- Catachlorops carrerai
- Catachlorops circumfusus
- Catachlorops conspicuus
- Catachlorops dalmeidai
- Catachlorops difficilis
- Catachlorops ecuadoriensis
- Catachlorops ferrugineus
- Catachlorops flavus
- Catachlorops fonsecai
- Catachlorops fortunensis
- Catachlorops fulmineus
- Catachlorops fumipennis
- Catachlorops furcatus
- Catachlorops fuscivittatus
- Catachlorops halteratus
- Catachlorops immaculatus
- Catachlorops lanei
- Catachlorops leptogaster
- Catachlorops lineatus
- Catachlorops luctuosus
- Catachlorops maculatus
- Catachlorops medemi
- Catachlorops mellosus
- Catachlorops muscosus
- Catachlorops nebulosus
- Catachlorops niger
- Catachlorops nigripalpis
- Catachlorops nigriventer
- Catachlorops overali
- Catachlorops pechumani
- Catachlorops phaeopterus
- Catachlorops plagiatus
- Catachlorops potator
- Catachlorops praetereuns
- Catachlorops psolopterus
- Catachlorops puscinervis
- Catachlorops quadrimaculatus
- Catachlorops rubiginosus
- Catachlorops rufescens
- Catachlorops rufipennis
- Catachlorops rufithorax
- Catachlorops scurrus
- Catachlorops scutellatus
- Catachlorops siculus
- Catachlorops striatus
- Catachlorops testaceus
- Catachlorops therioplectiformis
- Catachlorops umbratus
- Catachlorops unicolor
- Catachlorops vespertinus
- Catachlorops victoria
- Catachlorops zikani